# Un sorriso/Marzo
Un sorriso/Marzo è un singolo di Don Backy, pubblicato in Italia nel 1969.
Il lato A è Un sorriso, brano con cui l'artista partecipò al Festival di Sanremo 1969 in abbinamento con Milva, piazzandosi al terzo posto.

## Tracce
Lato A
1. Un sorriso - 3:20

Lato B
1. Marzo - 2:20

## Classifiche
| Classifica (1969) | Posizione massima |
| ----------------- | ----------------- |
| Italia            | 7                 |